# پرتو کیهانی با انرژی فوق‌العاده بالا
در اخترفیزیک ذره‌ای پرتو کیهانی با انرژی فوق‌العاده بالا (انگلیسی: Ultra-high-energy cosmic ray) یا (UHECR) یک پرتو کیهانی با انرژی بیشتر از ۱الکترون ولت باشد. الکترون ولت یا ٬EeV برابر با (1018 ولت، تقریباً ۰٫۱۶ ژول) است، بسیار فراتر از جرم نامتغیر و انرژی‌های معمولی است و از دیگر کیهان‌ها است.
این ذرات بسیار نادر هستند. بین سال‌های ۲۰۰۴ و ۲۰۰۷، آزمایش‌های اولیه رصدخانه  پیر اوجر (Pierre Auger (PAO))، ۲۷ رویداد را با انرژی‌های رسیدن تخمینی به بالای ۵٫۷×۱۰۱۹ eV, شناسایی کرد، یعنی هر چهار هفته یک بار در منطقه ۳۰۰۰ کیلومتر مربعی بررسی شده توسط این رصدخانه.
پرتوهای کیهانی با انرژی شدید (EECR) یک UHECR با انرژی بیش از ۵×۱۰۱۹ eV (حدود ۸ ژول یا انرژی پروتونی است که با سرعت نور ≈ ۹۹٫۹۹۹۹۹۹۹۹۹۹۹۹۹۹۹۹۹۹۹۹۸ درصد حرکت می‌کند)، به اصطلاح Greisen–Kuzminse. حد جی‌زدکا (حد GZK). این حد باید حداکثر انرژی پروتون‌های پرتوهای کیهانی باشد که مسافت‌های طولانی را طی کرده‌اند (حدود ۱۶۰ میلیون سال نوری)، زیرا پروتون‌های با انرژی بالاتر در این فاصله به دلیل پراکندگی فوتون‌ها در تابش زمینه مایکروویو کیهانی (CMB) انرژی خود را از دست می‌دهند. نتیجه این است که EECR نمی‌تواند بازمانده‌ای از جهان اولیه باشد، اما از نظر کیهانی «جوان» است که در جایی در ابرخوشه محلی توسط برخی فرآیندهای فیزیکی ناشناخته منتشر شده‌است.

## تاریخچهٔ رصدی
نخستین مشاهده ذره پرتو کیهانی با انرژی بیش از ۱٫۰×۱۰۲۰ eV (16 J) توسط جان لینزلی و لیویو اسکارسی در آزمایش مزرعه آتشفشانی (Volcano Ranch) در نیومکزیکو در سال ۱۹۶۲ انجام شد.
ذرات پرتوهای کیهانی با حتی انرژی‌های بالاتر از آن زمان هم مشاهده شده‌اند. از جمله آنها ذره اوه خدای من بود که توسط آزمایش چشم مگس دانشگاه یوتا در غروب ۱۵ اکتبر ۱۹۹۱ بر فراز داگوی پروینگ گراند، یوتا مشاهده شد. مشاهده آن برای اخترفیزیکدانان شوک بود، زیرا انرژی آن را تقریباً ۳٫۲×۱۰۲۰ eV (50 J)برآورد کردند.